# Паніселлус

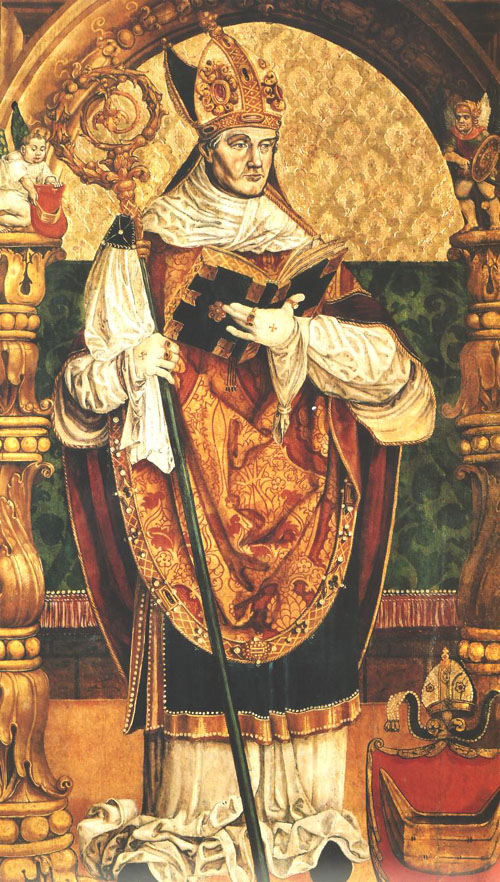
Єпископ Пьотр Томіцький зі Станіслава Самостржельника (1485—1541), Францисканський костел у Кракові

Паніселлус (латинське «прапор», зменшувальне від латинського pannus, «тканина») — тканина на патериці абатів і єпископів з кінця ХІІІ століття. Паніселлус кріпиться на рівні навершя. За словами Йозефа Брауна, можна виключити припущення про те, що вона слугувала як накидка для поту.
У XVI столітті паніселлус повільно вийшов з моди на єпископських патериць, але в 1659 році папа Олександр VII ввів обов'язковість для абатської патериці, щоб відрізняти його від єпископської. Форма складається з трикутношапочки (часто прикрашеної бісером) шириною близько шести сантиметрів і пришитої до неї дрібно плісированої тканини, наприклад, з батисту, довжиною до 60 сантиметрів. Часто перераховані в старих церковних інвентарях, лише кілька старих паннізеллі збереглися. Сьогодні ними користуються рідко, навіть абати.

## Геральдика
Як геральдична фігура, Панніселлус зображується лише в поєднанні з патерицею єпископа. Можливі всі геральдичні тинктури, але переважають срібло і золото. Зрідка на полотні зображується хрест.

Альсгайм
Біберах (район)
Бодольц
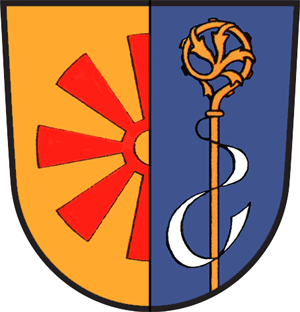
Буґґенсеґель
Іттерсбах
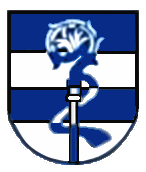
Нойфрах
Залем
Сан-Вітторе

## Веб-посилання
- Pannisellus на Heraldik-Wiki